# Finike
Finike (storicamente conosciuta con il nome di Phoenicus) è una città della Turchia, centro dell'omonimo distretto della provincia di Adalia.
Finike si trova nel meridione della penisola di Teke, ad ovest di Adalia. Le attività principali sono il turismo e la coltivazione di arance.
Secondo la tradizione la città sarebbe stata fondata dai fenici nel V secolo a.C. anche se esistono tracce di antichi insediamenti risalenti al 3.000 o al 2.000 a.C. . Nel XIII secolo la zona fu perduta dai Bizantini in favore dei Selgiuchidi.

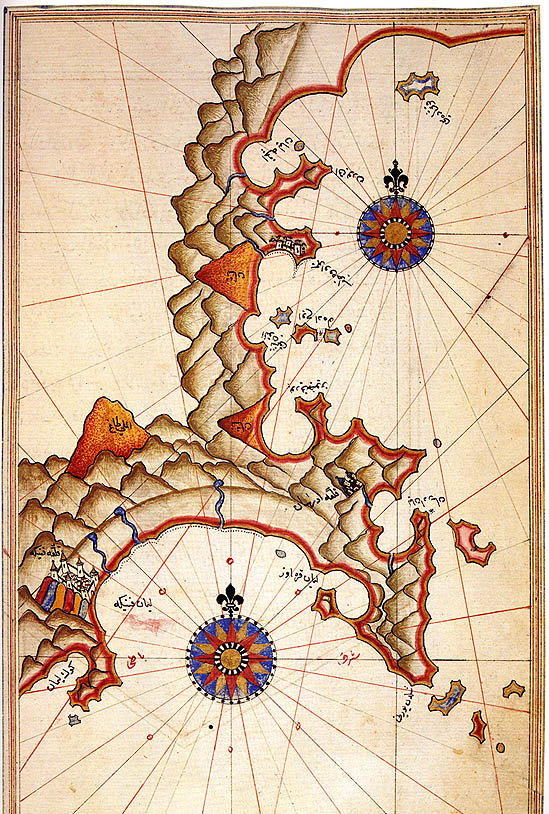
Mappa storica di Finike curata da Piri Reis